# Fortunato Calvino
(da Lontana la città)
Fortunato Calvino (Napoli, 25 giugno 1955) è uno sceneggiatore, regista teatrale e drammaturgo italiano.

## Biografia
Autore emergente del teatro napoletano, comincia la sua attività artistica nel 1978 come teatrante e realizzatore di cortometraggi. Con Cravattari (nome col quale vengono eufemisticamente definiti gli usurai a Napoli) Calvino descrive il dramma dell'usura che soffoca l'economia e riduce alla disperazione le esistenze. Maddalena racconta la storia di un paziente e le sue difficoltà di reinserimento dopo l'esperienza del manicomio.
In Geltrude è narrato l'autoisolamento della protagonista e il suo passato, vissuto come unico mondo in cui valga la pena rifugiarsi. La Napoli del degrado, l'emarginazione, l'arroganza e violenza della camorra, con altre tematiche di ispirazione sociale, sono gli argomenti meglio rappresentati dall'autore. Ha curato la traduzione in lingua napoletana de La casa di Bernarda Alba  di Federico García Lorca.

Fortunato Calvino nel 1996

Con l'attrice Rosa Fontanella ha fondato l'Associazione Culturale Metastudio'89, con finalità di rilievo sociale. Con lo scenografo Clelio Alfinito ha instaurato un sodalizio artistico dal 1989.
Nel 2016 va in scena al Teatro Stabile di Napoli la sua opera La Reggente con Elena Russo, Salvatore Striano, Luigi Credendino e la regia di Stefano Incerti.
Sempre nel 2016 torna alla regia con Caracciolo di Maricla Boggio, dopo 17 anni dalla prima al Teatro Nuovo di Napoli. Lo spettacolo è stato interamente realizzato dagli studenti della scuola di scenografia dell'Accademia di belle arti di Napoli con la supervisione di Angelo La Fera. Successivamente lavora, sempre come regista, al documentario La Tarantina che narra la storia di Carmelo Cosma.
Nel 2017 ripropone e dirige Cravattari con Antonella Morea, Rosa Fontanella, Laura Borrelli, Gioia Miale, Pietro Juliano con la direzione della fotografia di Renato Esposito.
Nell’ambito del Napoli Teatro Festival del 2018 dirige al Teatro Nuovo di Napoli un suo testo dal titolo Fuoriscena. Questa commedia ha come protagonisti Gino Rivieccio e Antonella Morea.

## Premi
Cravattari
- 1995 – Premio Giuseppe Fava
- 1996 – Premio Girulà
- 1997 – Premio Speciale Giancarlo Siani

Maddalena
- 1996 – Premio Enrico Maria Salerno
- 2001 – Premio Teatri della Diversità

Malacarne
- 2002 – Premio Calcante (SIAD)
- 2003 – Premio Girulà per la migliore regia a Carlo Cerciello
- 2006 – Premio Girulà a Maria Luisa Santella come migliore attrice non protagonista

Adelaide
- 2005 – Premio Girulà ad Imma Piro come migliore attrice non protagonista

Cuore Nero
- 2009 – Premio Calcante (SIAD)
- 2009 – Premio Girulà a Ivano Schiavi come miglior attore giovane

## Opere
- 1990 – La statua
- 1993 – Geltrude
- 1994 – Cravattari (Premio Giuseppe Fava nel 1995, premio Girulà-Teatro a Napoli nel 1996 e premio Giancarlo Siani nel 1997)
- 1995 – La camera dei Ricordi
- 1996 – Maddalena
- 1998 – Donne di potere
- 1999 – Cristiana Famiglia
- 2002 – Il senso nascosto
- 2002 – Malacarne (Premio Calcante della SIAD – Società Italiana Autori Drammatici nel 2002)
- 2005 – Adelaide
- 2005 – Lontana la città, (finalista al Premio Riccione 2005)
- 2008 – Madre Luna, (in anteprima mondiale all'Italian Seasons di Londra diretta da Mariano d'Amora)
- 2009 – Cuore nero[8]